# Застава Херцег-Босне
Застава бивше Хрватске Републике Херцег-Босне данас се користи као застава Западнохерцеговачког кантона и Кантона 10. Од 1996. до 2000. године је кориштена и као застава Посавског кантона. Застава Херцег-Босне је варијација хрватске заставе и од ње се разликује само по грбу, који је варијација хрватског грба, на мало другачијем штиту и са златним троплетом на врху.
Одлуком Уставног суда Федерације БиХ од 20. новембра 1997. и 19. фебруара 1998, употреба заставе као симбола кантона је проглашена неуставном. Од тада је само у de facto употреби.
Уставни суд је то пресудио заједно са одлуком о неуставности имена (Херцегбосанска жупанија) кантона (са образложењем, да ни један његов дио не укључује подручје Херцеговине).